# 维塔尔维尔
维塔尔维尔（法語：Vittarville，法語發音：[vitaʁvil]）是法国默兹省的一个市镇，属于凡尔登区。

## 地理
维塔尔维尔（49°23'39"N, 5°24'45"E）面积8.15 平方千米，位于法国大東部大區默兹省，该省份为法国西北部内陆省份，北与比利时接壤，西接马恩省和阿登省，南至上马恩省和孚日省，东临默尔特-摩泽尔省。
与维塔尔维尔接壤的市镇（或旧市镇、城区）包括：布雷埃维尔、当维莱、德吕、栋布拉、雅梅、利塞、珀维莱尔。

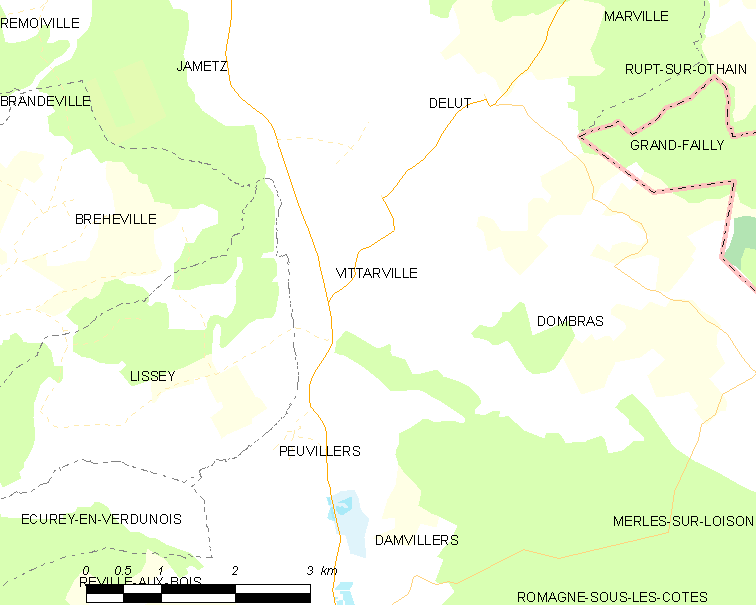
维塔尔维尔的OSM定位图

维塔尔维尔的时区为UTC+01:00、UTC+02:00（夏令时）。

## 行政
维塔尔维尔的邮政编码为55150，INSEE市镇编码为55572。

## 政治
维塔尔维尔所属的省级选区为蒙梅迪县。

## 人口

1962-2008年间维塔尔维尔人口变化图示

维塔尔维尔于2022年1月1日时的人口数量为91人。